# Oncala
Oncala – gmina w Hiszpanii, w prowincji Soria, w Kastylii i León, o powierzchni 39,92 km². W 2011 roku gmina liczyła 100 mieszkańców.